# Союз земельних власників
Всеукраїнський союз земельних власників (рос. Союз земельных собственников) — консервативно-монархічна організація, постала в Україні навесні 1917 з ініціативи Михайла Коваленка. Об'єднувала середніх і великих землевласників; це були переважно чужинці, які ставилися негативно до ідеї української державности. Разом з Українською Демократично-Хліборобською Партією Союз земельних власників організував 29 квітня 1918 у Києві Хліборобський Конгрес, на якому проголошено П. Скоропадського гетьманом. В кінці жовтня 1918 Союз земельних власників розпався на дрібних і середніх хліборобів на чолі з Миколою Коваленком, що обороняли незалежність України, та великих землевласників, які вимагали федерації з Росією (І. Дусан, Д. Ф. Гейден, Ненарохомов). Союз земельних власників припинив існування по поваленні гетьманського уряду.